# 六学
六學在中國教育史可能是指：

## 西周
西周教育制度分為國學與鄉學，國學為貴族子弟（國子）所設，教育國子以三德、三行、六藝和六儀，有小學大學兩級，大學又有五，合為六學：
- 小學，《禮記·王制》：「小學在公宮南之左，大學在郊，天子曰辟雍，諸侯曰泮宮」
- 東學，東為東序，亦稱東膠，學射之所，曰東學
- 南學，南為成均，學德之所，曰南學
- 西學，西為瞽宗，亦稱西雍，學禮樂之所，曰西學
- 北學，北為上庠，學書之所，曰北學
- 太學，中為辟雍，養老之所，曰太學

鄉學是都城近郊的官學，以郊為界分封國野，「國」內有鄉、州、黨、族、閭、保，相應設四學：鄉校、州序、黨庠、家塾，教育國人以六德、六行和六藝；「野」外有遂、縣、鄙、酇、里、鄰，不設官學。

## 唐
唐代京師有六學，隸屬國子監：
- 國子學，學生三百人，三品以上文武官員之子孫、二品以上文武官員之曾孫有入學資格
- 太學，學生五百人，五品以上文武官員之子孫、三品以上文武官員之曾孫有入學資格
- 四門學，學生千三百人，七品以上文武官員之子五百人、庶人俊異者八百人有入學資格
- 律學，學生五十人，八品以下文武官員之子、庶人通其事者有入學資格
- 書學，學生三十人，八品以下文武官員之子、庶人通其事者有入學資格
- 算學，學生三十人，八品以下文武官員之子、庶人通其事者有入學資格

以上學生約二千二百人，並有弘文館學生三十人、崇文館學生二十人、廣文館為進士求學之所、京師學為研究五經之所，此十處學館均在京師。

## 其他
- 三德、三行，至德、敏德、孝德、孝行、友行、順行
- 六德，智、信、聖、仁、義、忠
- 六行，孝、友、睦、姻、任、恤
- 六經，詩經、書經、禮經、樂經、易經、春秋
- 六藝，五禮、六樂、五射、五御、六書、九數
- 六儀，祭祀之容、賓客之容、朝廷之容、喪紀之容、軍旅之容、車馬之容
- 六度[3]，布施、持戒、忍辱、精進、禪定、般若